# CL-630
La CL-630 es una carretera de Castilla y León ubicada al norte de la provincia de Burgos. Esta vía de doble sentido tiene una anchura de 3 m por carril, y cuenta con un camino rural contiguo, tan amplio como uno de los carriles.
Hay cerca de una decena de accesos a fincas rústicas, pero ninguno lleva a la Pirámide de los Italianos. La única forma de acceder por carretera al mausoleo declarado bien de interés cultural es mediante la N-623.

## Ubicación
Se encuentra al este del embalse del Ebro y se puede identificar como la única carretera que pasa por el Balneario de Corconte: Un asentamiento minúsculo, donde el elemento más destacado es el palacete que da nombre al conjunto.

## Historia
Conserva gran parte del trazado original, y el trazado más reciente se proyectó a consecuencia de la construcción del embalse del Ebro, que irremediablemente anegaría parte de esta. A modo de curiosidad, la parte del recorrido que se abandonó les resulta especialmente útil a los aficionados al kitesurf durante el verano.

## Relevancia
La CL-630 es frecuentada por conductores de tráfico pesado que buscan sortear el puerto del Escudo, así como por cualquiera que se desplace desde Campoo-Los Valles hacia las comarcas orientales (Ya sea Las Merindades o Valles Pasiegos) o viceversa.

## Conexiones
Comienza en la carretera N-623 mediante un desvío y finaliza a la entrada de Cantabria en la CA-171, sin desvío alguno: Así que no hay conexiones intermedias con ninguna otra carretera.